# Mosquée El Hajjamine
La mosquée El Hajjamine (arabe : جامع الحجامين), également connue sous le nom de mosquée Abou Kariba, est une mosquée tunisienne située dans le quartier d'El Hajjamine rattaché au faubourg de Bab El Jazira, au sud de la médina de Tunis.

## Localisation
Elle se trouve au numéro 75 de la rue El Hajjamine, près de Bab Jedid, l'une des portes de la médina.

## Histoire
La mosquée est restaurée par le cheikh El Haj Ahmed Ben Lamine, originaire de Djerba, en 1931 (1350 de l'hégire).

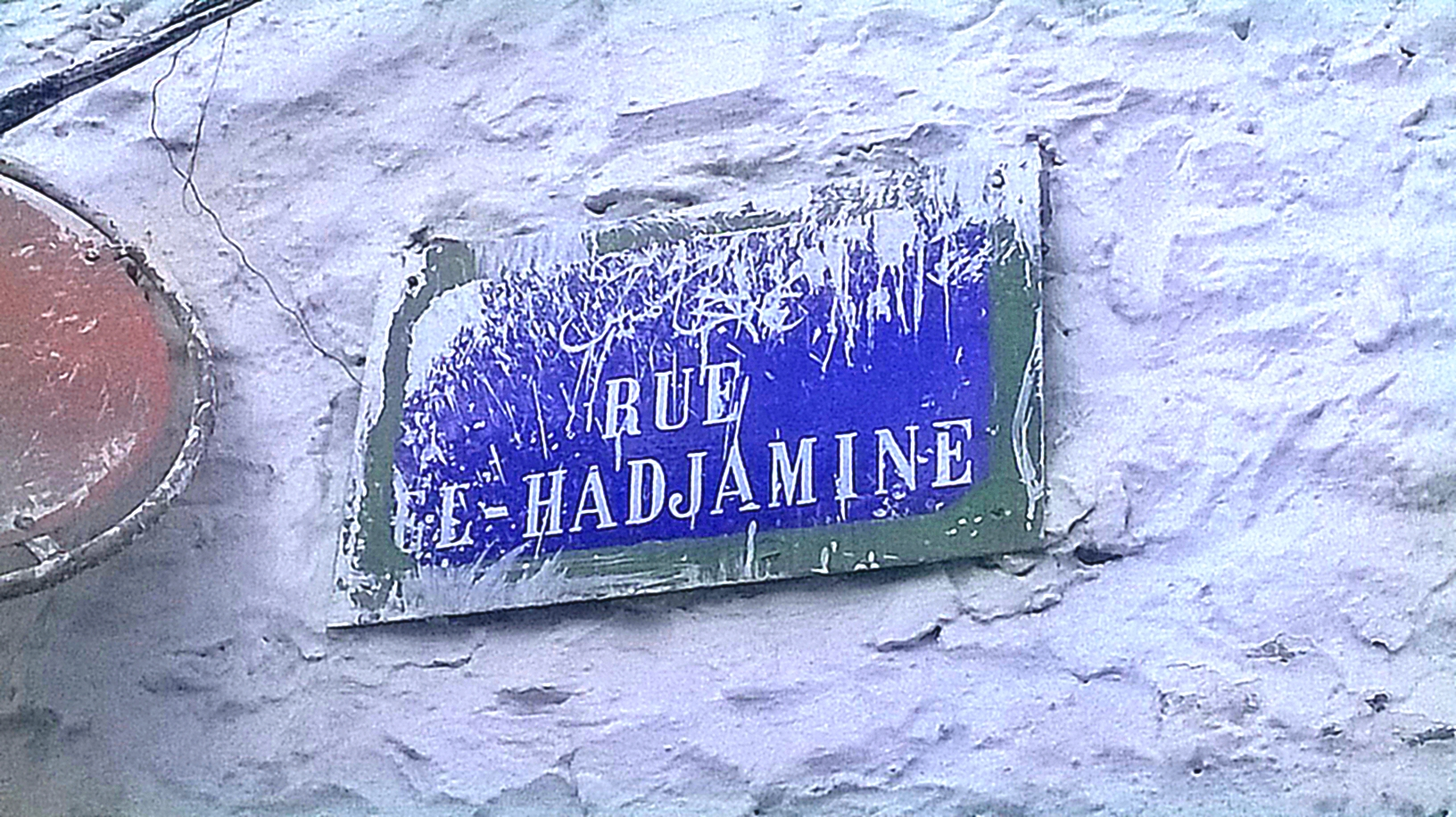
Plaque métallique indiquant la rue El Hajjamine.
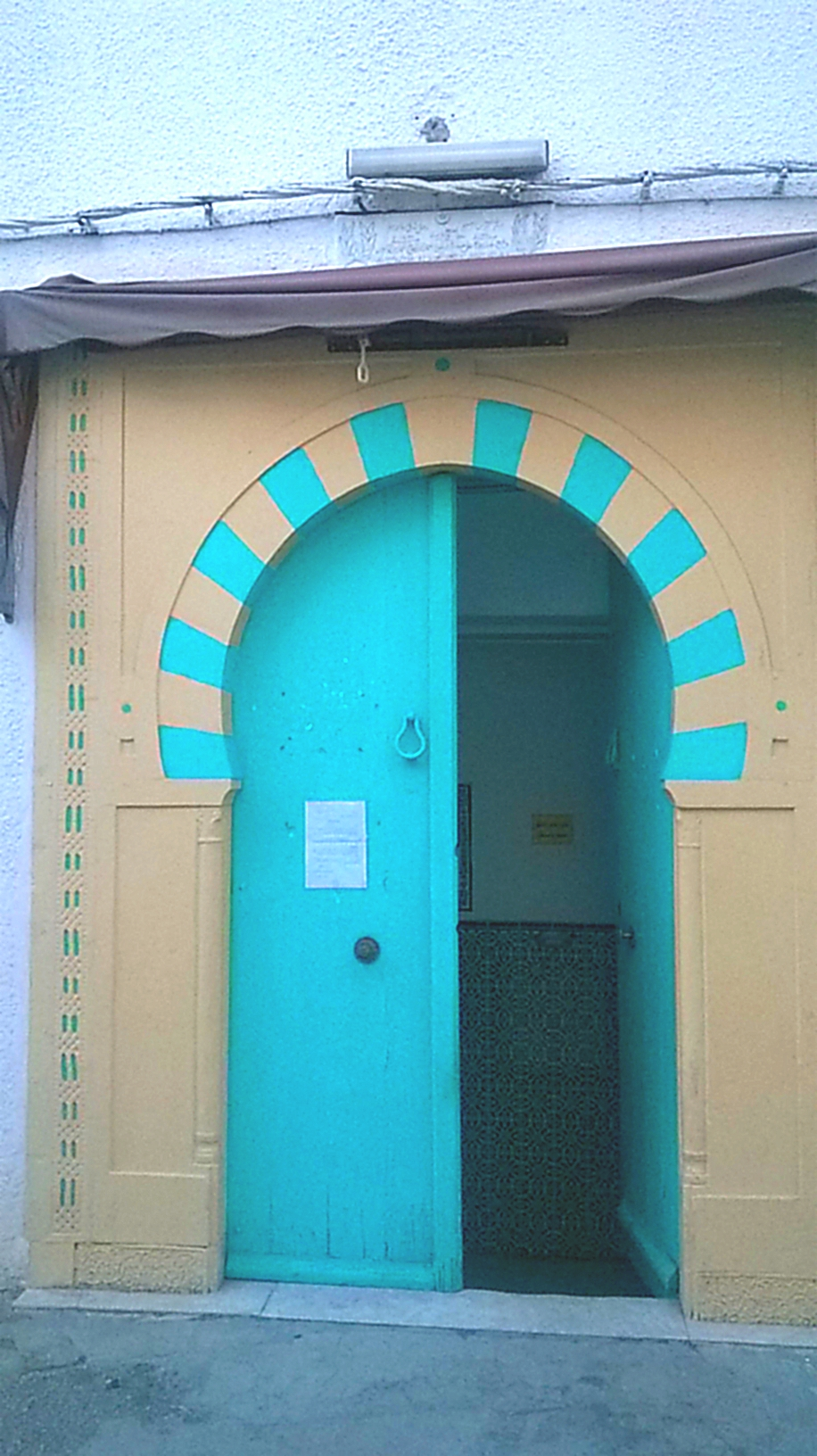
Porte de la mosquée.